# Músculo flexor corto de los dedos
El músculo flexor corto de los dedos, también llamado musculus flexor digitorum brevis, es un músculo del pie que tiene la función de flexionar los dedos 2.º a 5.º.

## Inserción
Está situado en la región de la planta del pie por debajo de la aponeurosis plantar.  Se origina en el hueso calcáneo, concretamente en su tubérculo interno y en la escotadura que separa el tubérculo interno y su tubérculo externo. Desde esta inserción, forma un vientre muscular alargado que finaliza en 4 tendones que se unen a la 2.ª falange de los dedos 2.º, 3.º,  4.º y 5.º por ambas caras (lateral y medial). No tiene tendón para el dedo gordo del pie que dispone de un músculo independiente que realiza la misma función, el músculo flexor corto del dedo gordo.

## Función
Su contracción provoca la flexión de la segunda falange de los cuatro últimos dedos del pie, también colabora en el mantenimiento del arco longitudinal o anteroposterior del pie.

## Inervación
Está inervado por el nervio plantar medial y lateral, ambas ramas del nervio tibial.